# 滿濃町
滿濃町（日语：／ Mannō chō */?）是位於日本香川縣中部的町，町名源自於境內日本最大的灌溉用貯水池滿濃池 。一級河川土器川流經町內，並往北注入瀨戶內海。因國道32號和JR四國土讚線等通過境內，使滿濃町成為交通要地之一。

## 地理
滿濃町南部為海拔超過1000公尺的讚岐山脈主峰龍王山和大川山。包含被指定為日本名勝的滿濃池在內，境內共有約840個大小不一的貯水池。金倉川由南往北流經町内，財田川則流經西部地區，兩條河川分別在北邊與西邊注入瀨戶內海。

### 氣候
滿濃町在氣候上屬於瀨戶內海式氣候，氣候溫暖且日照充足，但降雨量較少。當地的年降雨量約為1000至1400毫米，且降雨集中在梅雨和颱風季節，因此當地居民自古以來便興建許多貯水池作為應對。

## 歷史
大寶元年至四年(701至704年)，讚岐國國守(國司)道守朝臣在當地興建滿濃池，然而滿濃池於弘仁9年（818年）潰決。當時朝廷負責修築池塘的官員真人濱繼試圖修復滿濃池，但因缺乏人力與技術上的困難而未能修復。弘仁12年（821年），國守清原夏野前往平安京，請求朝廷派遣僧侶空海前來修復滿濃池。空海抵達後大量人群紛紛湧入，不到三個月就修復滿濃池並將其面積擴大。朝廷給予空海富壽神寶(銅錢)2萬以表揚其功績，而空海利用這筆賞賜在滿濃湖畔興建神野寺。

### 年表
- 1890年2月15日：實施町村制，現在的轄區在當時分屬：
  - 那珂郡：神野村、吉野村、四條村、高篠村、十鄉村、七箇村。
  - 鵜足郡：長炭村、造田村、美合村。
- 1899年4月1日：
  - 那珂郡和多度郡合併為仲多度郡。
  - 阿野郡和鵜足郡合併為綾歌郡。
- 1955年4月1日：
  - 十鄉村和七箇村合併為仲南村。
  - 吉野村、神野村、四條村合併為滿濃町。
- 1955年7月1日：高篠村被併入滿濃町。
- 1956年3月31日：満濃町的部分地區被併入琴平町。
- 1956年9月29日：造田村和美合村合併為琴南村。
- 1956年9月30日：長炭村被併入滿濃町。
- 1957年10月10日：滿濃町的部分地區被併入琴平町。
- 1957年11月1日：琴南村改隸屬仲多度郡。
- 1962年4月1日：琴南村改制為琴南町。
- 1970年1月1日：仲南村改制為仲南町。
- 2006年3月20日：滿濃町、琴南町、仲南町合併為新設制的滿濃町。[1]

### 變遷表
| 1890年2月15日 | 1890年 - 1926年 | 1926年 - 1954年 | 1955年 - 1989年            | 1955年 - 1989年     | 1989年 - 現在              | 現在                       |
| ------------- | --------------- | --------------- | -------------------------- | ------------------- | -------------------------- | -------------------------- |
| 高篠村        | 高篠村          | 高篠村          | 1955年7月1日 併入滿濃町    | 滿濃町              | 2006年3月20日 合併為滿濃町 | 2006年3月20日 合併為滿濃町 |
| 神野村        | 神野村          | 神野村          | 1955年4月1日 合併為滿濃町  | 滿濃町              | 2006年3月20日 合併為滿濃町 | 2006年3月20日 合併為滿濃町 |
| 吉野村        |                 |                 | 1955年4月1日 合併為滿濃町  | 滿濃町              | 2006年3月20日 合併為滿濃町 | 2006年3月20日 合併為滿濃町 |
| 四條村        |                 |                 | 1955年4月1日 合併為滿濃町  | 滿濃町              | 2006年3月20日 合併為滿濃町 | 2006年3月20日 合併為滿濃町 |
| 長炭村        | 長炭村          | 長炭村          | 1956年9月30日 併入滿濃町   | 滿濃町              | 2006年3月20日 合併為滿濃町 | 2006年3月20日 合併為滿濃町 |
| 造田村        | 造田村          | 造田村          | 1956年9月29日 合併為琴南村 | 1962年4月1日 琴南町 | 2006年3月20日 合併為滿濃町 | 2006年3月20日 合併為滿濃町 |
| 美合村        |                 |                 | 1956年9月29日 合併為琴南村 | 1962年4月1日 琴南町 | 2006年3月20日 合併為滿濃町 | 2006年3月20日 合併為滿濃町 |
| 十鄉村        | 十鄉村          | 十鄉村          | 1955年4月1日 合併為仲南村  | 1970年1月1日 仲南町 | 2006年3月20日 合併為滿濃町 | 2006年3月20日 合併為滿濃町 |
| 七箇村        |                 |                 | 1955年4月1日 合併為仲南村  | 1970年1月1日 仲南町 | 2006年3月20日 合併為滿濃町 | 2006年3月20日 合併為滿濃町 |

## 産業
當地特産品包括竹筍、茶、花梨、柿、無花果、草莓、菊花等。

## 交通

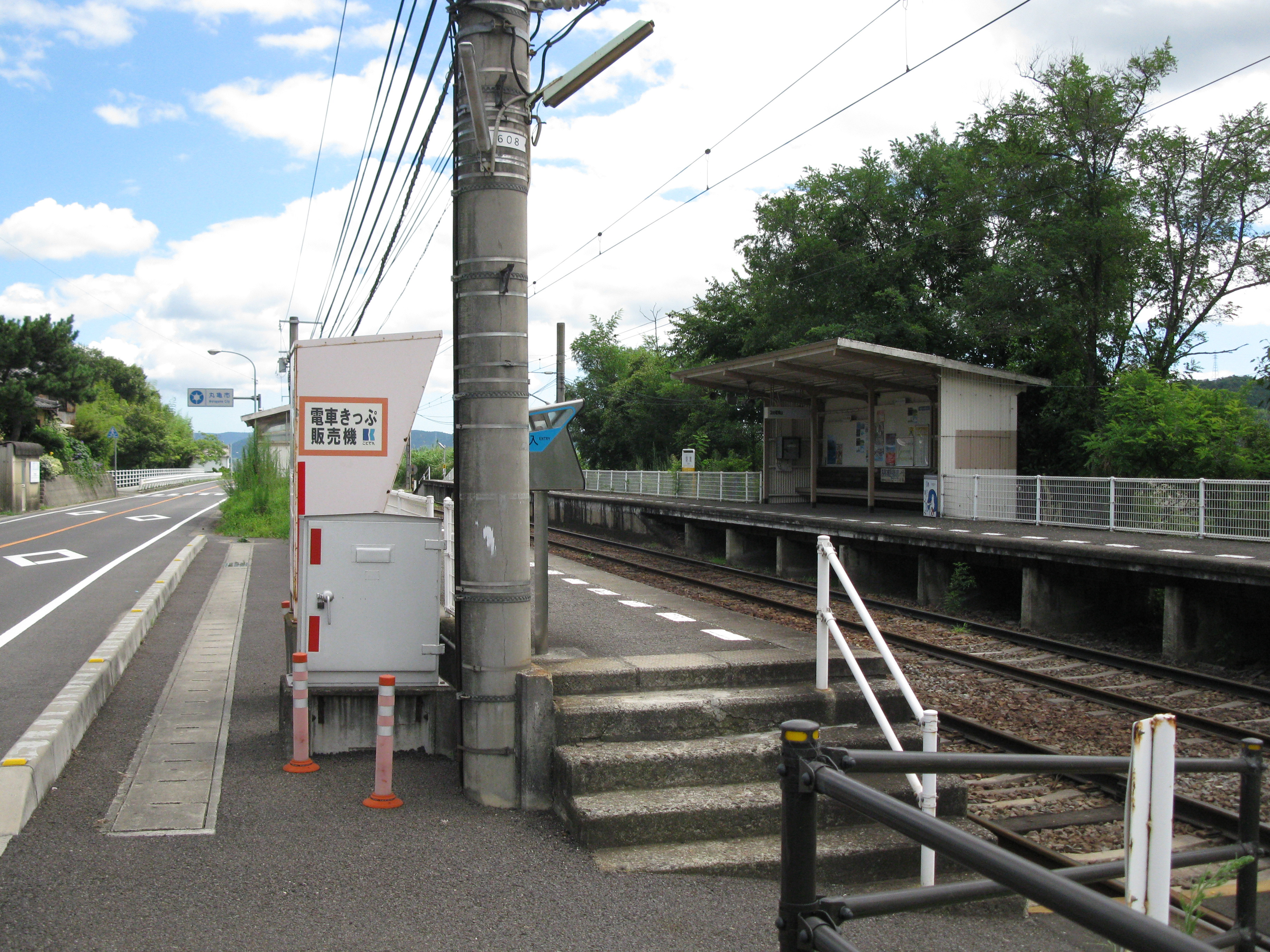
羽間站

### 鐵路
- 四國旅客鐵道

- 土讚線：（琴平町） - 鹽入站 - 黑川站 - （三豐市）

- 高松琴平電氣鐵道

- 琴平線：（丸龜市） - 羽間站 - （琴平町）

## 觀光
- 滿濃池
- 滿濃池森林公園
- 國營讚岐滿濃公園
- 尾之瀨山公園
- 鹽入溫泉
- 三霞洞溪谷
- 大瀧大川縣立自然公園

## 教育
中學校
- 滿濃町立琴南中學校
- 滿濃町立滿濃中學校

小學校
- 滿濃町立琴南小學校
- 滿濃町立長炭小學校
- 滿濃町立滿濃南小學校
- 滿濃町立四條小學校
- 滿濃町立高篠小學校
- 滿濃町立仲南小學校

## 本地出身之名人
- 三原脩：棒球教練
- 鈴木義廣：職業棒球選手
- 寺嶋裕二：漫畫家

## 外部連結
- （日語） 滿濃町商工會[永久]
- （日語） 琴南町、滿濃町、仲南町合併協議會 （页面存档备份，存于）
- （日語） 滿濃町國際交流協會 （页面存档备份，存于）
- （日語） 滿濃池Koinet （页面存档备份，存于）